# 旭川空港
旭川空港（あさひかわくうこう、英: Asahikawa Airport）は、北海道旭川市と上川郡東神楽町にまたがる特定地方管理空港。愛称は北海道のまん中・旭川空港（英: Center of Hokkaido-Asahikawa Airport）。

## 概要
北海道第2の都市、旭川市中心部から南東約16km（バスで約35分）の田園地帯に囲まれた丘陵地帯に位置する。旭川を中心とした道北の経済、文化、観光の拠点である。空港の東側には、日本最大の国立公園である大雪山連峰と、これに続く十勝岳連峰の山々が広がる。
1966年6月に1,200mの滑走路を持つ第三種空港として供用を開始。1980年、第二種空港に格上げ。以降2度の滑走路延長を行い、現在の滑走路は2,500m×60mの長さとなっている。滑走路の方向は16/34で、滑走路全体に渡り平行誘導路を有する。着陸帯の幅は300mであり、計器着陸に対応している。計器着陸装置（ILS）は、滑走路34にカテゴリIが設置されている。
管理者の旭川市による除雪体制が充実しており、新千歳空港のように大雪で閉鎖されることはほとんどない。冬でも就航率が高く、2008年 - 2012年の5年間で降雪による欠航はわずか5便のみである。一方で年間約1億5000万円にものぼる除雪費がほぼそのまま空港収支の赤字となっており、財務面での負担となっている。なお除雪隊は、主に周辺農家など約40人がパートタイムで勤務しており、旭川市の鳥であるキレンジャクにちなんだ「ワックスウイングス」という愛称がある。
2006年に初の定期国際線となる、韓国・ソウル便が就航。近年は台湾の北海道ブームにより、2005年と2006年には300便を超える国際チャーター便が運航され、以降もなお年間150便程度が運航されている。
2020年度より国が計画している、北海道内7空港の一括運営民間委託の対象となっており、旭川空港については2020年10月1日より運営が全面移管された。民営化運営を担う北海道エアポートは道北・道東方面への送客を目的とした「広域ゲートウェイ」型空港として、「アウトドア・ビレッジ」をコンセプトにターミナル前面約3000平米規模の増築・駐車場拡張・国際線ビルの増築と搭乗橋2基増設・ホテル誘致・自然体験型観光に関連した商業施設展開を当初計画していたが、民営化移管時点では新型コロナウイルスに伴う国際線需要の激減を踏まえ国内線ロビー拡張など国内線設備の拡充を優先とする方針が表明されている。

## 統計

### 利用者数
元のウィキデータクエリを参照してください.

年間利用客数は、国内949,645人、国際160,492人（2014年度）。2008年度の旅客数実績では、道内で唯一需要予測を上回った。
| 就航空港     | 旅客数   | 国内線順位 |
| ------------ | -------- | ---------- |
| 東京国際空港 | 約83万人 | 上位26位   |

## 沿革
- 1963年（昭和38年）

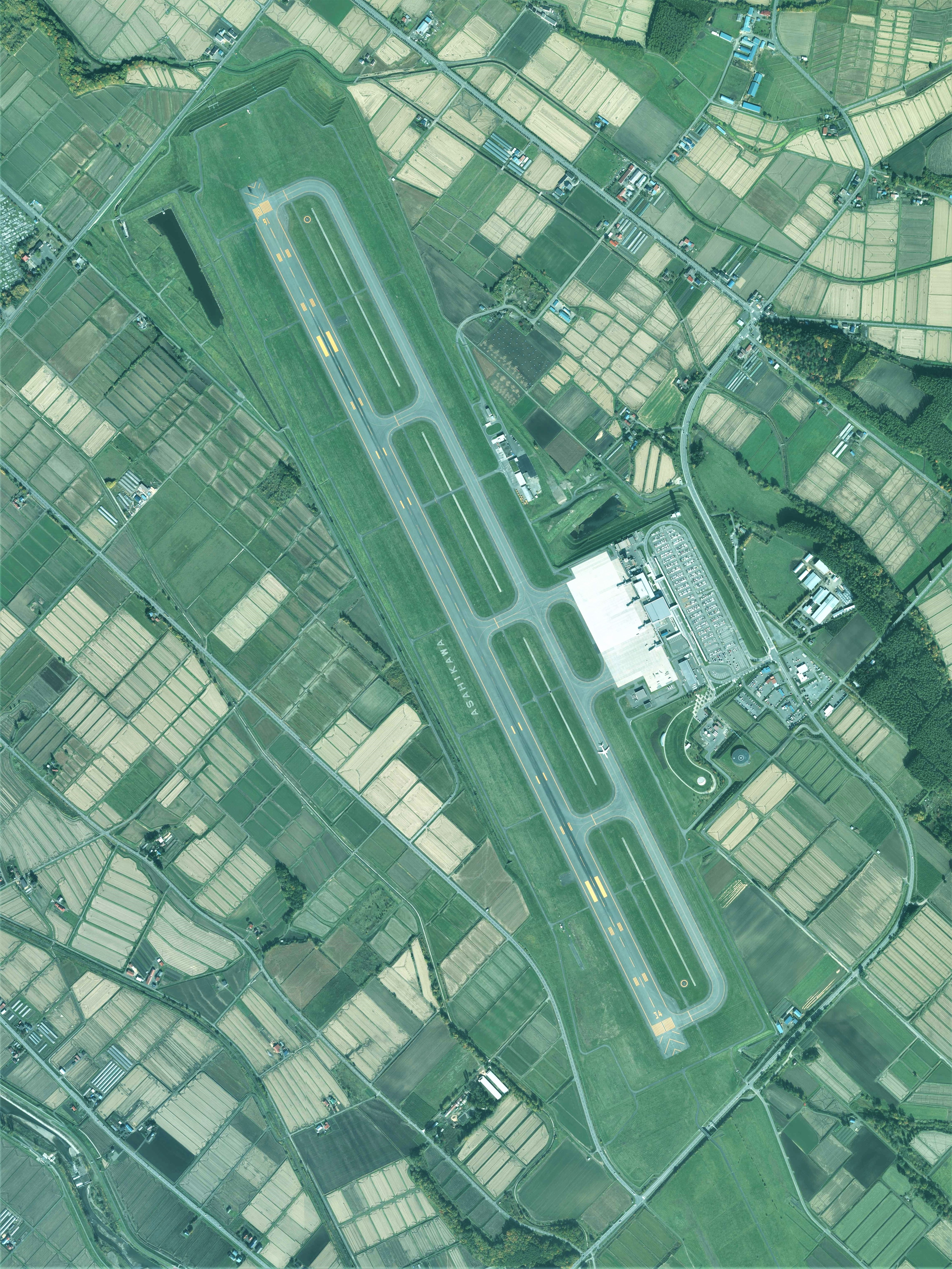
旭川空港付近の空中写真。2017年10月12日撮影。

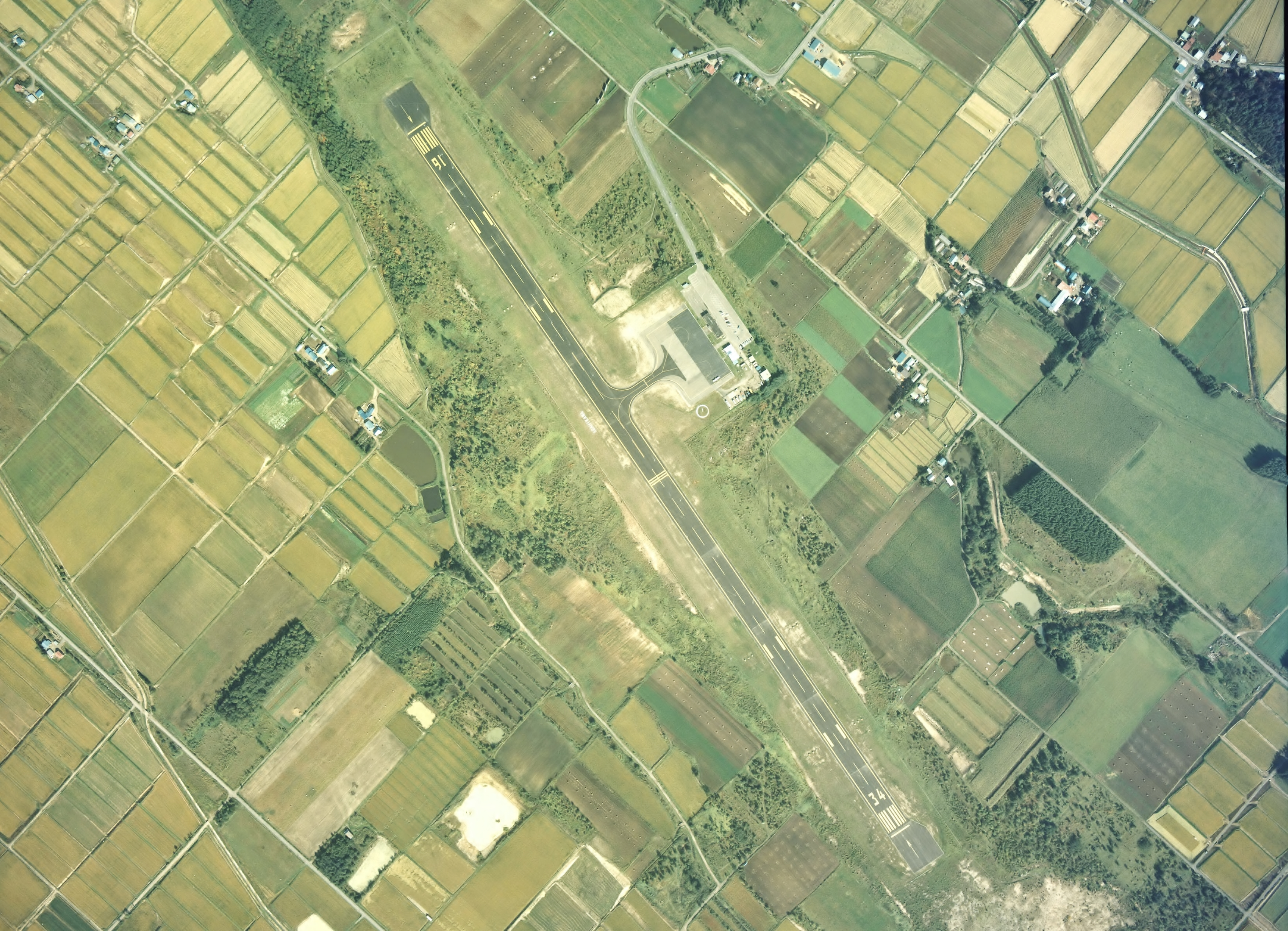
1977年に撮影された、旭川空港付近の空中写真。滑走路長1,200mの頃。

  - 8月8月30日 - 設置認可[13]。東神楽村柏木ヶ丘地区周辺への建設とした[14]。
  - 10月 - 造成工事着工[15]。
- 1966年6月30日 - 滑走路1,200m×30mで開港[2][13]。
- 1974年9月 - 拡張整備計画基本方針を決定[15]。
- 1975年3月 - 拡張整備基本設計を完了[15]。
- 1979年6月 - 拡張整備着工[15]。
- 1980年6月10日 - 第二種空港(B)に指定される[3][13]。
- 1981年
  - 5月16日 - 滑走路延長工事のため、空港を一時供用中止[2][13]。
  - 10月 - 滑走路延長工事竣工[15]。
- 1982年
  - 2月1日 - 滑走路1,640m×45mで空港再開、ジェット化供用を開始[2][13]。
  - 5月 - 初のジェット機として東亜国内航空ダグラス DC-9が調査飛行を実施[15]。
  - 7月15日 - TDA東京線ジェット機定期運航開始[15]。
  - 7月31日 - 2代目ターミナルビル竣工[15]。
  - 9月20日 - 2代目ターミナルビル営業開始[14]。
  - 11月25日 - 滑走路を2,000mに延長[2][13]。
- 1983年
  - 6月1日 - TDA東京線に初のワイドボディ機エアバスA300を導入。
  - 12月1日 - ILSローカライザー、アウターマーカー、ミドルマーカー供用開始[13]。
- 1984年8月2日 - ILSグライドスロープ供用開始[13]。
- 1985年8月12日 - 空港公園「グリーンポート」開設[13]。
- 1987年9月25日 - 初の国際便として全日空ソウル行きチャーター便を運航[15]。
- 1992年（平成4年）4月15日 - 滑走路拡張を含む拡張整備事業認可[13]。
- 1997年2月1日 - 滑走路を2,500m×60mに延長[2][13]。
- 1998年
  - 4月30日 - 新貨物ターミナルビル完成[13]。
  - 10月1日 - 平行誘導路完成[13]。
  - 10月10日 - 拡張整備事業を完了[13]。
- 2000年5月 - 2代目ターミナルの南東に増築し新ターミナルビル供用開始[2][13]。
- 2004年10月1日 - 飛行場管制業務開始[13]。
- 2006年6月8日 - 国際線施設完成、出入国港・税関空港・検疫飛行場に指定、定期国際線（アシアナ航空、韓国・ソウル便）就航[2]。
- 2007年
  - 4月1日 - 税関常駐化開始[13]。
  - 7月1日 - 駐車場有料化開始[13]。
- 2008年4月1日 - 検疫常駐化開始[13]。
- 2014年10月6日 - 札幌入国管理局（現：札幌出入国在留管理局）旭川出張所開設、CIQ常設化[13]。
- 2017年10月3日 - 国際線ターミナルビル整備など総事業費約49億円規模のターミナルビル増改築工事を開始[16][17]
- 2018年11月22日 - 旅客ターミナル新棟の南東に増築し国際線ターミナル開業、従来ターミナルの売店を同棟に移転[18]。
- 2019年
  - 1月29日 - 直営免税店・国際線ビジネスラウンジ開業[19]。
  - 5月25日 - 国際線ターミナル屋上にジンギスカンテラス「カムイチカプ」開業[19][20]。
  - 7月 - 国内線カードラウンジ「LOUNGE大雪」開業[19]。
  - 9月20日 - 旧国際線区画・物販区画にフードコート「そらいち」開業[19]、ターミナル全館の増改築工事を終了[16]。
- 2020年（令和2年）
  - 1月15日 - 北海道空港を中心とする「北海道エアポート」が、旭川を含む道内主要7空港のターミナル民営化運営を開始[21]。また、これに伴い、旭川空港ビル株式会社が北海道エアポートの完全子会社となる[22]。
  - 10月1日 - 北海道エアポートによる空港全体の民営化運営を開始[21]。
- 2021年4月12日 - ジンギスカンテラス「カムイチカプ」閉店
- 2022年4月1日 - 北海道エアポートが旭川空港ビル株式会社を吸収合併[23]。
- 2023年12月15日 - LCC・ジェットスター・ジャパンが成田空港を結ぶ国内線定期便運航を開始[24]。
- 2024年（令和6年）4月18日 - ターミナル空域管制（日高進入管制区）が導入される。[25]

## 施設
空港ターミナルビルは、東神楽町の滑走路東側に旅客ターミナル（国内線ターミナル：地上3階建て、国際線ターミナル：地上2階建て）・貨物ターミナルの各1棟で構成される（いずれも北海道エアポートによる運営）。
従来はターミナル内部を国内線・国際線で分けて使用していたが、2018年に既存のターミナル南側に国際線ターミナルが新設（既存ターミナルは、国内線専用となる）。ボーディングブリッジは国内線・国際線それぞれ2基ずつ（計4基）備えられている。
- 1階 - 航空会社カウンター、到着ロビー、総合案内・レンタカー受付、ギャラリー
- 2階 - 国内線出発ロビー、国際線出発ロビー、ショップ（一般8店+催事エリア・国内線制限区域内2店）、ホールディングルーム、ショッピングモール、免税店、フードコート「そらいち」（8店）、有料会議室、国際線ビジネスラウンジ、国内線カードラウンジ「LOUNGE大雪」
- 3階 - 展望デッキ（無料）、展望ロビー、カームダウン・クールダウン室、旭川空港ビル事務所
- 有料駐車場 - 第1駐車場：1247台、第2駐車場：241台[26]

ターミナルビル2階にはJALUX・全日空商事などの土産物屋が並び、北海道の有名菓子や海産物がひと通り揃っている。かつては丸井今井（2009年7月の旭川店閉店に伴い撤退）、西武百貨店（2016年9月の旭川店閉店に先立ち、同年6月末撤退）、サッポロドラッグストアー（2020年3月撤退）、セブン-イレブン（2025年1月撤退）が出店していた。土産物屋は「ロテル・ド・北倶楽部」、「ひよこのお昼ねプリン」など地元・旭川の菓子店の商品が取り扱われている。じゃがポックル、花畑牧場生キャラメルなどの商品もある。なお、旭川空港の空弁には「たこまき」と「ジンむす」がある。

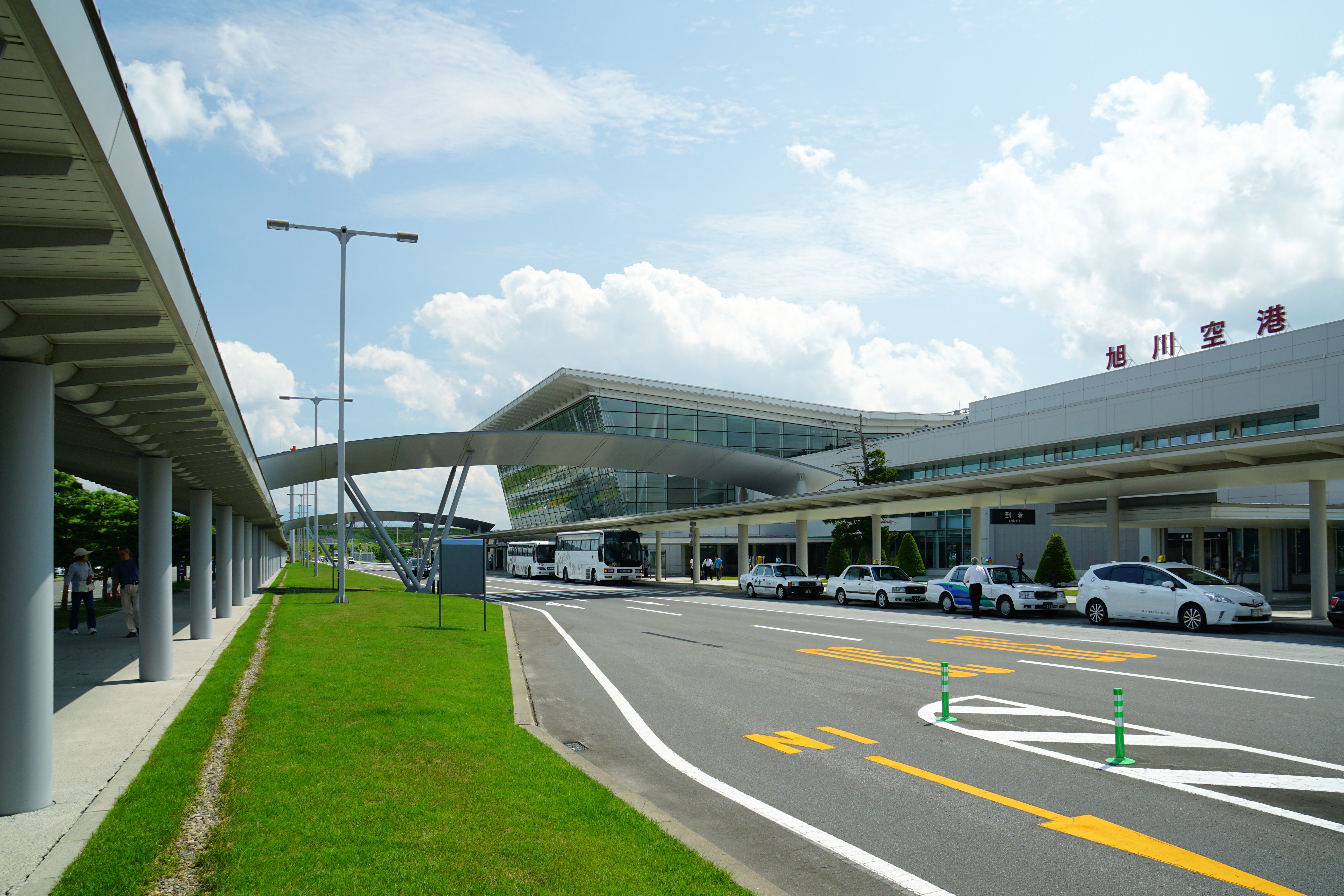
ターミナルビル、北側から撮影
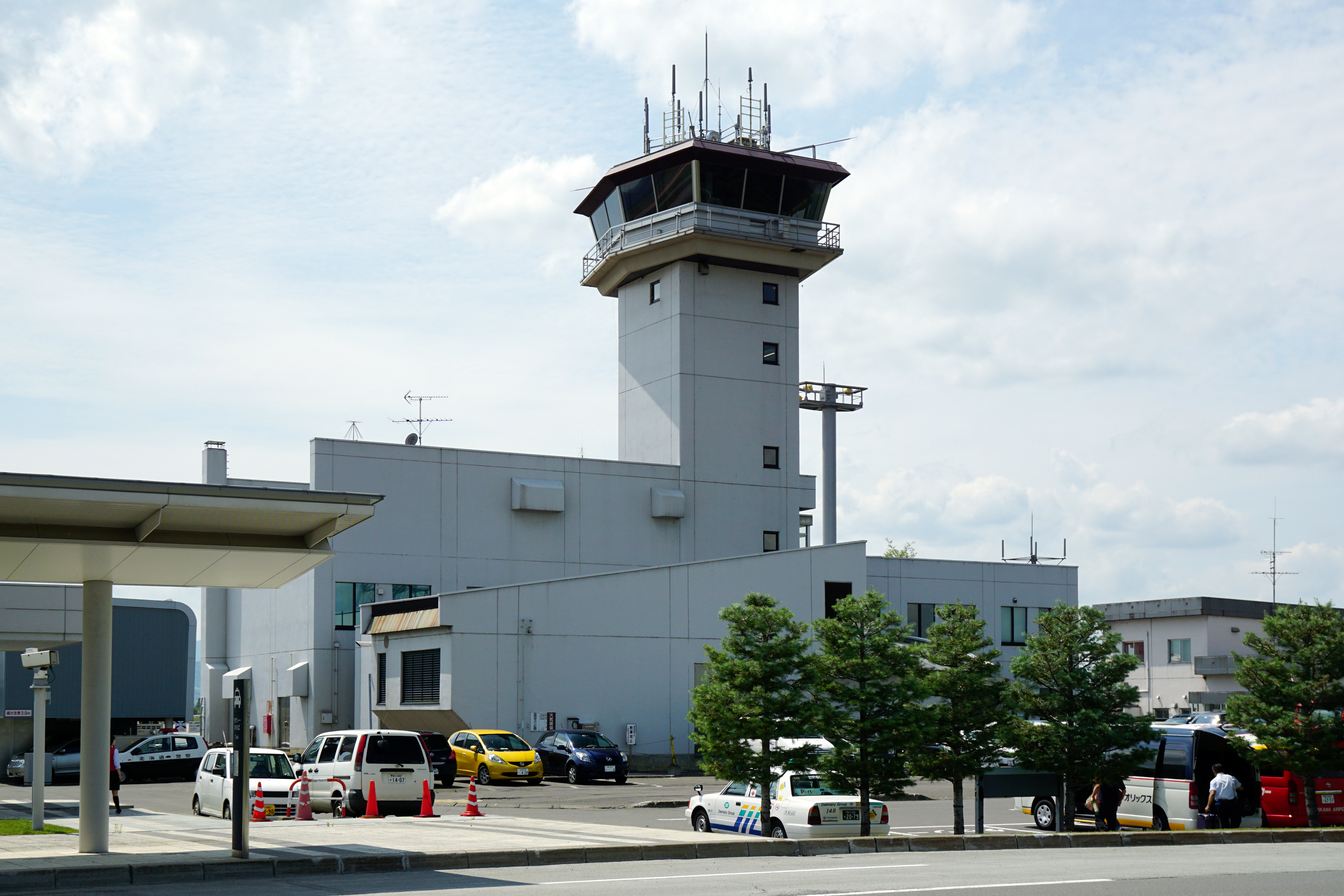
管制塔
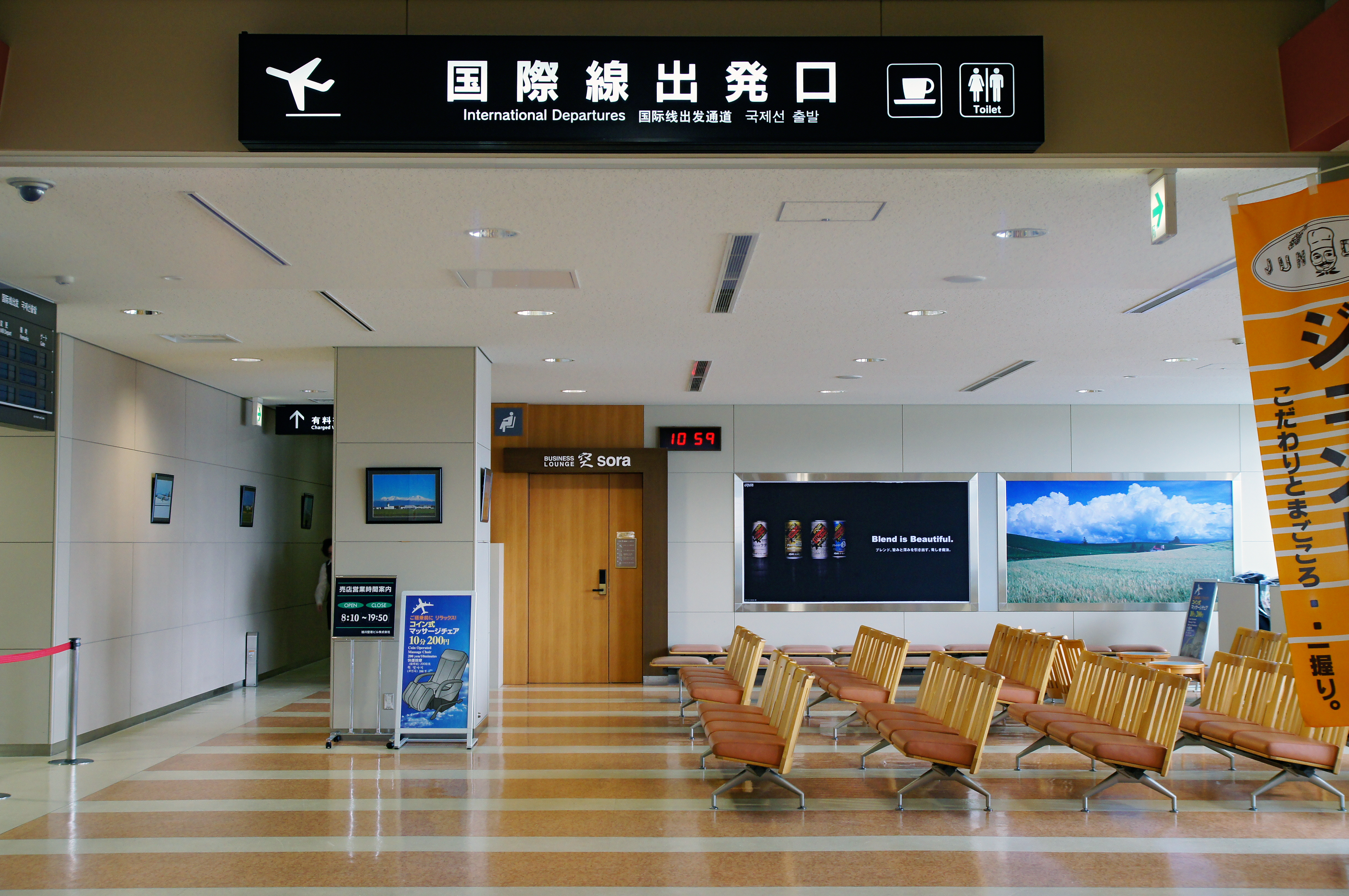
国際線出発口（2018年まで使用）
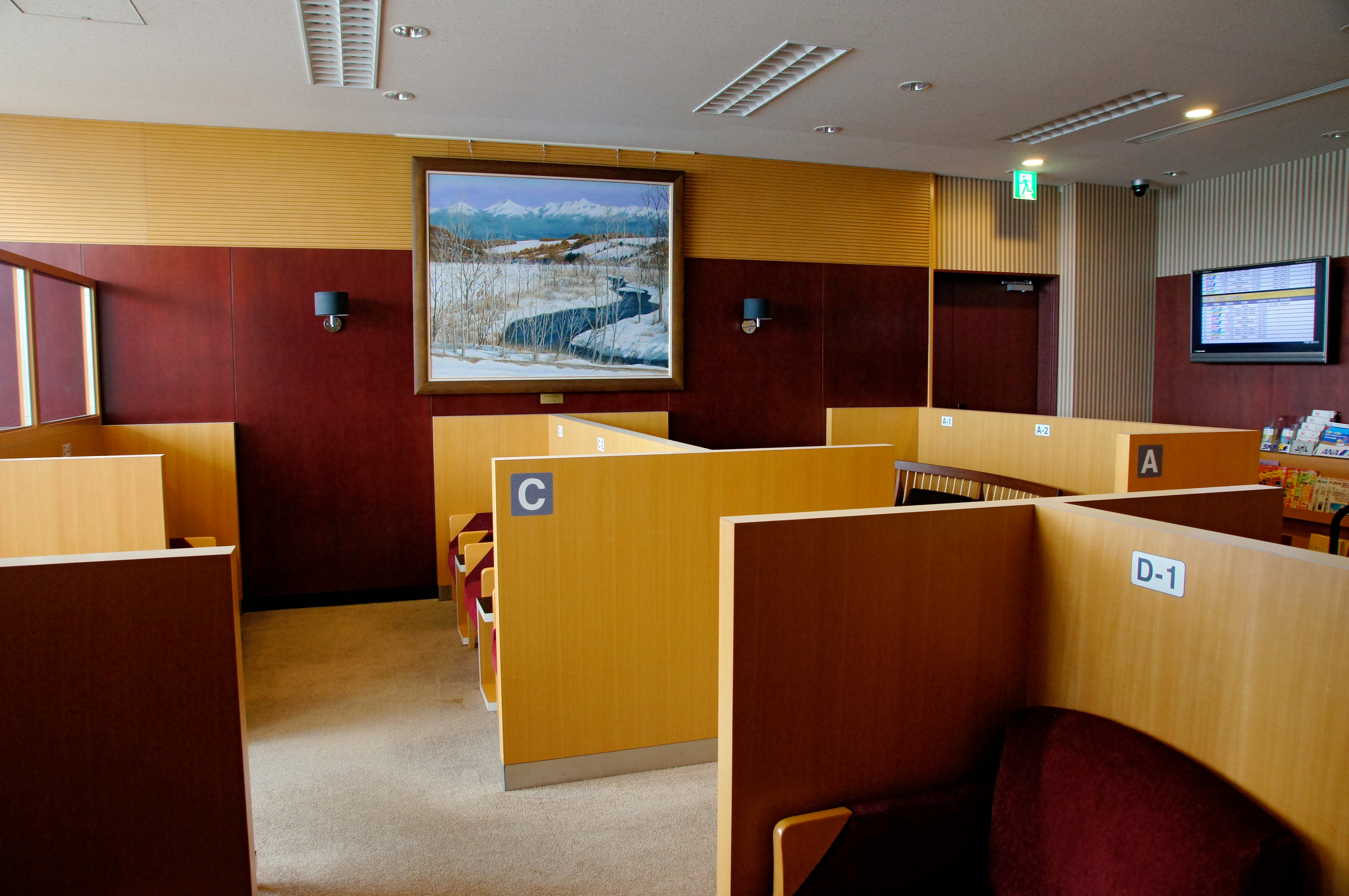
旧有料ラウンジ「空」（2018年廃止）
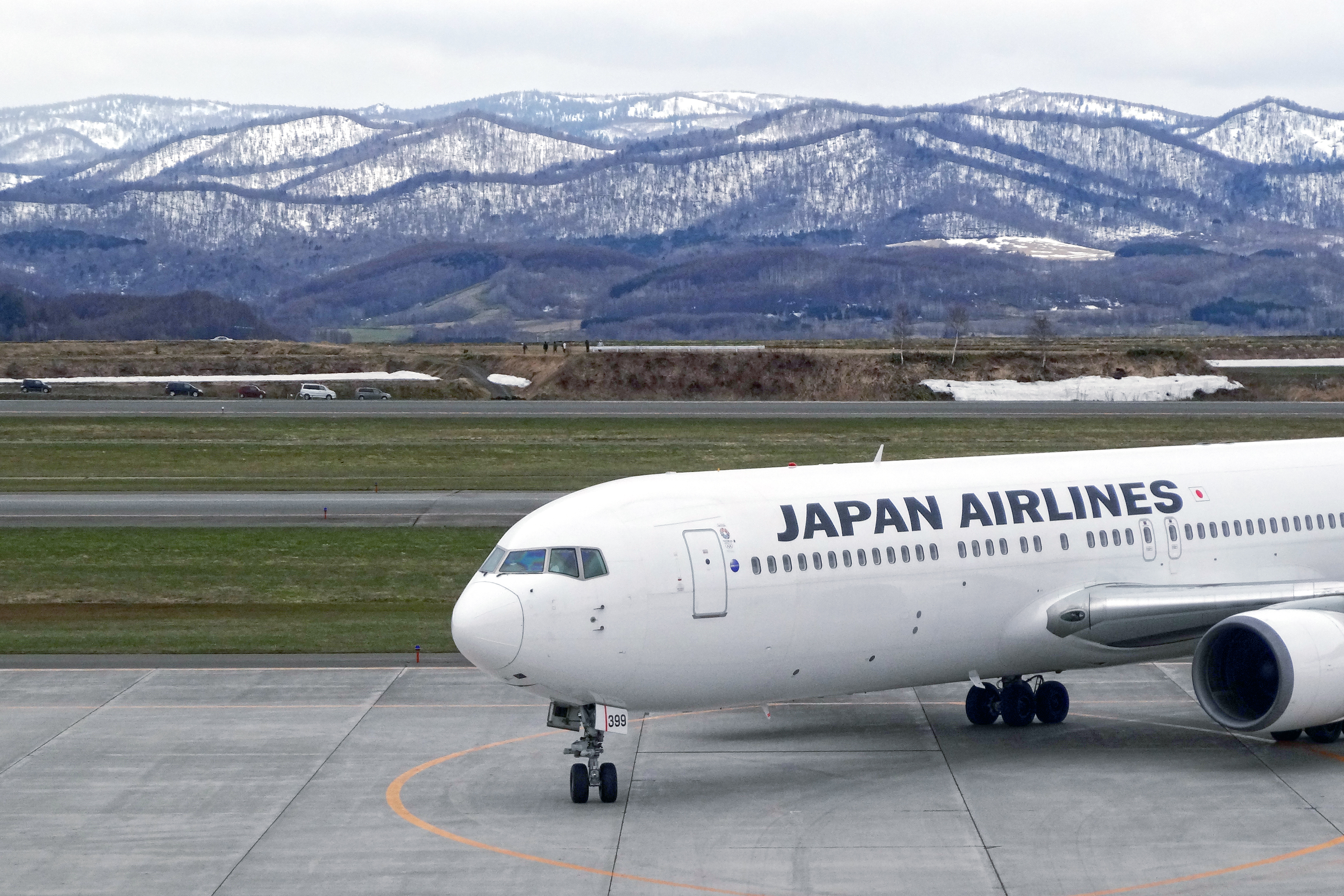
エプロン
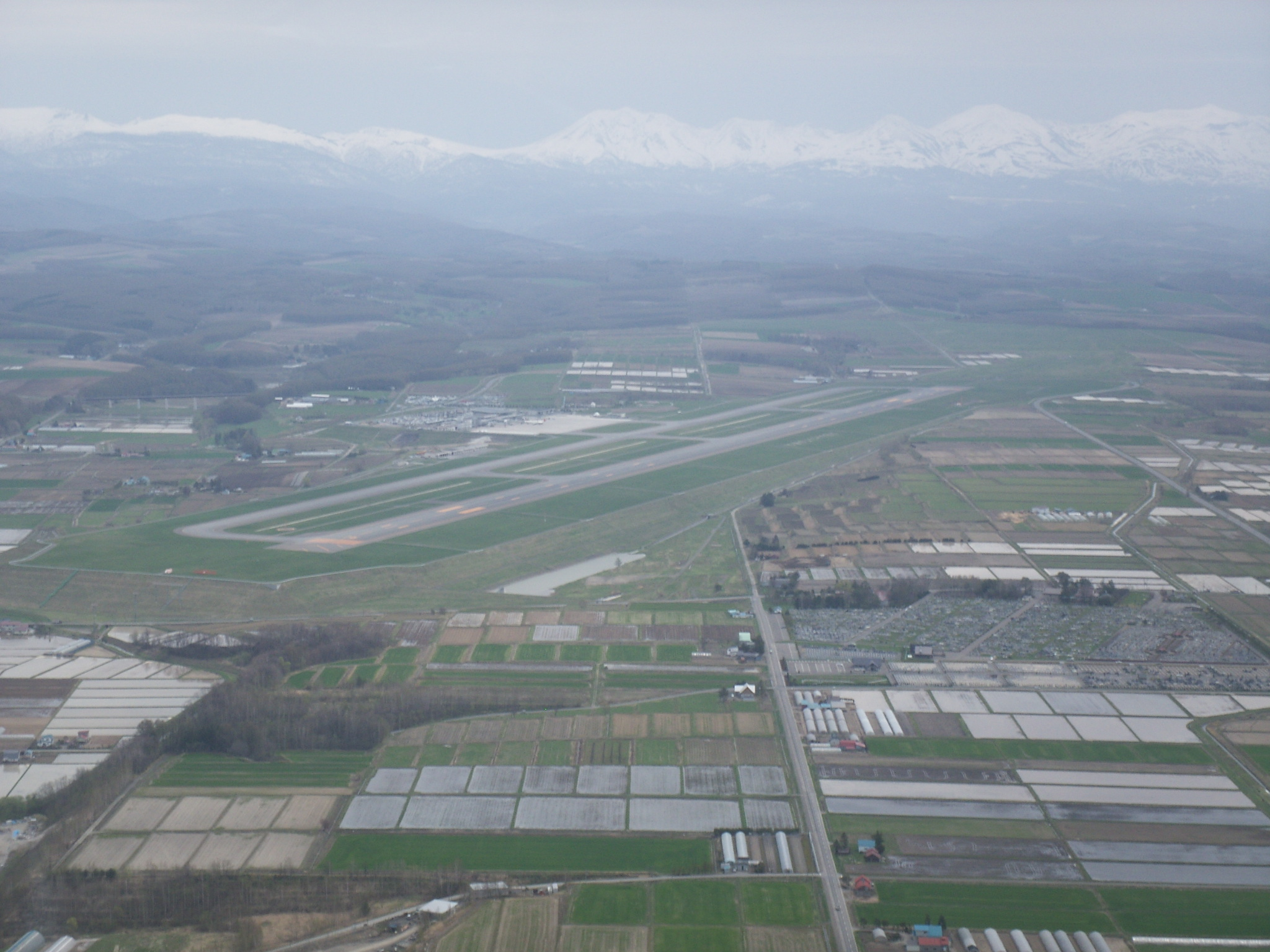
上空からの旭川空港。背後にそびえる山は十勝岳連峰

## 就航路線
航空会社が2社以上の場合、最前の航空会社の機材・乗務員で運航する共同運航便（コードシェア便）

### 国内線
| 航空会社                      | 就航地                           |
| ----------------------------- | -------------------------------- |
| 日本航空(JAL)                 | 東京/羽田、大阪/伊丹（季節運航） |
| 全日本空輸(ANA)               | 名古屋/中部（季節運航）          |
| AIRDO(ADO) ・ 全日本空輸(ANA) | 東京/羽田                        |
| ジェットスター・ジャパン(JJP) | 東京/成田                        |

かつての定期就航路線
| 就航地          | 経由       | 期間                                                   | 航空会社                     |
| --------------- | ---------- | ------------------------------------------------------ | ---------------------------- |
| 旭川 - 丘珠     |            | 1966年 - 1971年                                        | 日本国内航空（現：日本航空） |
| 旭川 - 女満別   |            | 1967年 - 1968年8月、1969年6月 - 9月、 1970年5月 - 10月 | 日本国内航空 東亜国内航空    |
| 女満別 - 羽田   | 旭川、千歳 | 1967年 - 1968年8月、1969年6月 - 9月、 1970年5月 - 10月 | 日本国内航空 東亜国内航空    |
| 女満別 - 羽田   | 旭川       | 1971年7月 - 10月                                       | 日本国内航空 東亜国内航空    |
| 旭川 - 羽田     | 青森       | 1971年5月 - 6月                                        | 日本国内航空 東亜国内航空    |
| 旭川 - 関西国際 |            | 季節便                                                 | 全日本空輸                   |
| 旭川 - 関西国際 |            | 1994年9月 - 2009年                                     | 日本エアシステム / 日本航空  |
| 旭川 - 福岡     |            | 1995年6月 - 1998年9月                                  | 日本エアシステム             |
| 旭川 - 仙台     |            | 1996年10月 - 1998年8月（季節便）                       | エアーニッポン               |
| 旭川 - 釧路     |            | 1998年3月 - 2008年3月                                  | 北海道エアシステム           |
| 旭川 - 函館     |            | 1998年3月 - 2013年1月                                  | 北海道エアシステム           |
| 旭川 - 新潟     |            | 1999年6月 - 2003年9月（季節便）                        | 日本エアシステム             |
| 旭川 - 新千歳   |            | 2009年4月 - 2011年10月                                 | スカイマーク                 |
| 旭川 - 神戸     | 新千歳     | 2010年夏季                                             | スカイマーク                 |

### 国際線

#### 定期便
| 航空会社             | 就航地                |
| -------------------- | --------------------- |
| アシアナ航空(OZ)     | ソウル/仁川           |
| タイガーエア台湾(IT) | 台北/桃園             |
| 吉祥航空(HO)         | 上海/浦東（季節運航） |

#### 休廃止路線（いずれも季節便）
| 航空会社       | 就航地      |
| -------------- | ----------- |
| エバー航空(BR) | 台北/桃園   |
| 大韓航空(KE)   | ソウル/仁川 |

#### チャーター実績
- ティーウェイ航空(TW)
  - ソウル/仁川（2023年2月）[32]

## アクセス
車
- 旭川市中心部まで約15km、車で約30分[33]。

バス
- 航空便に接続する旭川駅・市内中心部発着の空港連絡バスが旭川電気軌道によって運行されている。所要約30 - 40分[34][35]。

その他、下記の路線バスが発着する。
- 旭川電気軌道
  - 66 旭川空港・旭岳線「いで湯号」：旭岳温泉方面[35]
  - 75 東神楽・旭川空港線：東神楽、ひじり野、旭川駅方面[35]
  - 78 旭山動物園 - 旭川空港線：旭山動物園方面[36]
- 道北バス 旭川駅行（直行便）[37]
- ふらのバス 快速ラベンダー号：美瑛駅、富良野駅、富良野スキー場 方面[38]
- ノースライナー：道の駅南ふらの、新得駅、帯広駅 方面[39]

## その他
- 空の日を記念して毎年、旭川空港まつりが行われ管制塔の見学や航空機の見学撮影会、空港消防車の実演といったイベントが開かれる[14]。その際には駐車場が無料になる。
- 旭川市は北海道のスキー発祥地であるため、スキーを伝えたレルヒ大佐の銅像が駐車場の一角に建っている[14]。北海道パウダーベルトの中心に位置し、富良野スキー場・旭岳スキーコース(旭岳温泉)への直通バスもあることから、スキーリゾートの玄関口の役割を担っている。
- 空港の南東側には「就実の丘」・「新ジェットコースターの道」などの航空機撮影や丘陵風景の撮影ポイントがある。
- ターミナルの横にある芝生の公園「グリーンポート」からは空港が一望でき、空港が開いているときは自由に立入りができる。
- 東神楽町のアメダス設置地点でもある。
- マスコットキャラクターは、施設を管理する旭川市に所属する「あさっぴー」・「ゆっきりん」と、ターミナル所在地の東神楽町に所属する「かぐらっき～」が合同で担当する。
- 旭川飛行場がコールサインで「旭川」を使っているため、旭川空港のコールサインは「大雪（だいせつ）」となっている。
- 滑走路は長辺に0.75%の勾配があり（角度では0.43度）、両端の標高差は18.75メートルに達する。滑走路の標高差として日本で最大となっている[40][41]。
- 総合案内では、登山客向けに登山用ガスボンベの販売を行っている（1週間前までに事前予約が必要）[28]。